# The Silo
The Silo er en tidligere kornsilo beliggende i Nordhavn, København, der huser 39 lejligheder samt en restaurant og udkigsplatform fordelt på 17 etager. Bygningen er tegnet af Cobe og stod færdig i 2017.
Bygningen er en del af transformationen af den københavnske bydel Nordhavnen. Siden 2008 Cobe har været ansvarlig for byplanlægningen, der er estimeret til at tage 40 til 50 år og udvide kvarteret til op mod 3,5 mio. kvadratmeter.

## Arkitektur
De 39 lejligheder har hver især en størrelse mellem 106 og 401 kvadratmeter og op til 7 meter til loftet. Alle lejligheder har altaner og panoramavinduer med udsigt til Øresund og Københavns skyline. Penthouselejligheden er desuden en af landets dyreste lejligheder.
Udover penthouselejligheden og tagetagen med Restaurant SILO er de øvrige 38 lejligheder bygget inden for siloens oprindelige struktur. Siloens facade består af galvaniseret stål.
I september 2018 blev The Silo tildelt Renoverprisen for bedste renoveringsprojekt.

## Udvalgte priser
- 2018: RENOVER prisen[7]
- 2018: Architizer's A+ Honoree Award 'Best Project of The Year[8]
- 2018: Global Galvanizing Award[9]
- 2018: Civic Trust Award[10]